# Nippa (metropolitana di Yokohama)
Nippa (新羽駅?, Nippa-eki) è una stazione della metropolitana di Yokohama che si trova nel quartiere di Kōhoku-ku a Yokohama, ed è servita dalla linea blu.

## Linee
Metropolitana di Yokohama
 Linea blu (linea 4)

## Struttura
La stazione è realizzata su un viadotto e possiede due marciapiedi a isola con tre binari passanti. In base alla banchina di utilizzo, il binario centrale corrisponde al 3 o al 4, ed è utilizzato da entrambe le direzioni.
| 1-2 | Linea blu |  | per Yokohama e Shōnandai  |
| 3-4 | Linea blu |  | per Center-Kita e Azamino |

## Stazioni adiacenti
| «                  | Servizio  | »            |
| Linea Blu          | Linea Blu | Linea Blu    |
| ------------------ | --------- | ------------ |
| Kita Shin-Yokohama | Locale    | Nakamachidai |
| Shin-Yokohama      | Rapido    | Nakamachidai |